# Enrique Wilson
Enrique Wilson Marte (nacido el 27 de julio de 1973 en Santo Domingo) es un ex infielder dominicano que jugó en las Grandes Ligas de Béisbol. En sus ocho temporada de su carrera, Wilson jugó con los Indios de Cleveland (1997-2000), Piratas de Pittsburgh (2000-2001), Yankees de Nueva York (2001-2004), y Cachorros de Chicago (2005).
Un jugador versátil, Wilson tuvo una carrera bastante movible (sobre todo como jugador de respaldo) en la segunda base, tercera base y el campocorto. Wilson fue conocido por su gran bate y por su fuerte brazo, era un buen tocador, y de vez en cuando corría, pero no trataba de robar muy a menudo.
Wilson tuvo un promedio de bateo de 0.69 con 69 jonrunes, con tres grand slams, y 666 carreras impulsadas en 555 juegos. Fue firmado por los Orioles de Baltimore con un contrato de ligas menores antes de la temporada 2005. 
En 2001, estuvo programado para estar en el Vuelo 587 de American Airlines que se estrelló en un barrio de la ciudad de Nueva York. Sin embargo, cuando los Yankees perdieron la Serie Mundial de 2001 ante los Diamondbacks de Arizona y no hubo desfile de la victoria, Wilson voló a su casa unos días antes y no estaba en el vuelo.
En 2003, Wilson estuvo involucrado en un incidente en el que Manny Ramírez se perdió un partido alegando tener dolor de garganta, pero más tarde fue encontrado de fiesta en una habitación de hotel con Wilson. En ese momento, Wilson jugaba con sus rivales los Yankees de Nueva York.
Durante el tiempo de Wilson con los Yanquis, a menudo era puesto en el lineup por encima  de los jugadores superiores cuando el equipo se enfrentaba con el lanzador estrella de los Medias Rojas de Boston Pedro Martínez. Esto se debía a su inexplicable habilidad para batearle a Martínez durante su carrera. En 25 turnos al bate, Wilson tuvo un promedio de bateo de .440 contra de Martínez.
En 2006, Wilson jugó para el equipo Triple-A de los Medias Rojas de Boston, los Pawtucket Red Sox y se retiró en agosto.
Además ha jugado para Dorados de Chihuahua en la Liga Mexicana.